# Veine
Pour l’article ayant un titre homophone, voir Venn.
Ne doit pas être confondu avec Artère ou Veine (géologie).
En anatomie, une veine est un vaisseau sanguin qui permet le transport du sang de la périphérie (organes ou tissus) vers le cœur (retour veineux) :
- des poumons vers le cœur : les veines pulmonaires transportent le sang riche en dioxygène afin qu'il soit redistribué dans l'organisme dans la circulation systémique. Il s'agit de la « petite circulation » (circulation pulmonaire) ;
- des autres organes vers le cœur : les autres veines transportent le sang pauvre en dioxygène et chargé en dioxyde de carbone, afin qu'il soit réoxygéné par les poumons dans la circulation pulmonaire. Il s'agit de la « grande circulation » (circulation générale ou systémique).

## Structure
La paroi des veines est composée de trois tuniques comme tous les vaisseaux sanguins : une tunique externe, une tunique moyenne et une tunique intime.

### Tunique externe
La tunique externe, souvent la plus épaisse, est constituée de tissu conjonctif. Elle comprend les vaisseaux d'irrigation et l'innervation sympathique et parasympathique des parois veineuses.

### Tunique moyenne
La tunique moyenne est composée de collagène, d'élastine et de fibres musculaires.

### Tunique intime
La tunique intime (ou endoveine) est composée d'un endothélium reposant sur une fine couche de tissu conjonctif.
Elle participe à la formation des valvules veineuses qui imposent le sens de circulation du sang et favorisent le retour veineux.

### Veine de petit calibre
Les veinules collectrices s'unissent pour former des veines de petits calibres qui s'unissent entre elles en augmentant de calibre.

### Veine de moyen calibre
Ce sont des veines de diamètre inférieur ou égal à 1 cm.
Leur tunique intime comporte une fine couche de tissu conjonctif sous-endothélial, sur laquelle reposent les cellules pavimenteuses.
La tunique moyenne est moyennement développée, et est constituée de cellules musculaires lisses disposées de manière concentrique par rapport au vaisseau.
La tunique externe est très épaisse et contient des cellules musculaires lisses cette fois disposées longitudinalement par rapport à l'écoulement sanguin.
Ces veines possèdent le système de valves valves (ou valvules), empêchant la circulation veineuse à contre-sens et s'opposant à la force de gravité qui pousse le sang vers les membres inférieurs.

### Veine de gros calibre
Ce sont les veines les plus proches du cœur, de diamètre supérieur à 1 cm.
Leur tunique intime comporte une couche de tissu conjonctif plus épaisse que pour la veine de moyen calibre. L
La tunique moyenne moyennement développée, comporte des cellules musculaires lisses, disposées de façon concentrique par rapport au vaisseau. La tunique externe est très épaisse. Elle est constituée de tissu conjonctif présentant des faisceaux musculaires lisses, disposées longitudinalement par rapport au flux sanguin. Elles comprennent les veines caves inférieure et supérieure. Ces veines ne présentent pas de valves.

### Système de valvules

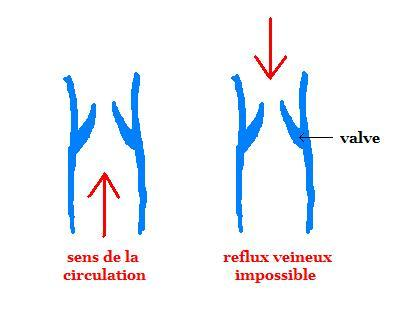
Système de valve veineuse.

Les veines infra-cardiaques de petit et moyen calibre possèdent un système de valvules permettant au sang de ne pas refluer à cause de la pesanteur. Les valves sont constituées d'un tissu conjonctif dense, surmonté de cellules endothéliales, correspondant à un repli de la tunique intime.

## Types de veines
Les veines peuvent être répertoriées en fonction de leur position 
- veine profonde,
- veine superficielle,
- veine satellite,
- veine cutanée,

ou de leur fonction 
- veine nourricière,
- veine perforante.

## Anatomie fonctionnelle

### Retour veineux
Le rôle principal des veines est d'assurer le retour sanguin vers le cœur.
Cette fonction est assurée grâce :
- la pression cardiaque qui se transmet aux veines à travers les vaisseaux capillaires,
- les éléments autour du système veineux favorisent ce retour comme les muscles par leur contraction autour des veines profondes ou par la respiration provoquant une dépression autour des veines thoraciques,
- le système des valvules empêchant le reflux sanguin du à la gravité,
- la tonicité des fibres musculaire de la paroi veineuse et son élasticité.

### Réserve sanguine
La compliance des veines est 24 fois supérieure à celle des artères. Ces veines peuvent donc contenir de grands volumes à de faibles pressions. Cette propriété est la capacitance veineuse. C'est dans les veines qu'on trouve le volume de sang le plus important de tout le système cardio-vasculaire. Ces vaisseaux font office de réservoir de sang et joue un rôle dans la régulation du volume sanguin et de la pression artérielle

### Thermorégulation
Les veines jouent un rôle dans la régulation thermique du corps en particulier les veines superficielles par échange thermique avec l'extérieur.

## Embryologie
Pendant la vie fœtale, elles se décomposent en quatre paires de veines principales :
- veines vitellines ;
- veines ombilicales ;
- veines précardinales ;
- veines postcardinales.

## Vascularisation des veines
La vascularisation des veines est permise par l'existence de vasa venorum, analogues aux vasa vasorum présents au niveau des artères.

## Aspect clinique

### Pathologies
- Veinite ; c'est l'infection, relativement fréquente, d'une veine près de l'endroit de sa perforation par un cathéter (plaie iatrogènes)[2] ou après une opération de sclérose de varices. Le risque de veinite augmente quand les bonnes pratiques d'hygiène ne sont pas respectées lors de la pose et/ou de l’entretien des cathéters (hygiène rigoureuse : protocole des quatre temps pour la pose d’une voie veineuse périphérique, lavage des mains (ou application d'une solution hydroalcoolique) avant manipulation, utilisation quotidienne des compresses bétadinées pour les manipulations des lignes de perfusion, pose immédiate de bouchon après chaque perfusion...)[3]. La sangsue médicinale pourrait être un moyen de traiter la veinite[4].
- Thrombose, thrombophlébites.
- Caillot sanguin.

## Liste des veines chez humain
Veines des membres inférieurs :
- veine glutéale inférieure
- veine glutéale supérieure
- Veine grande saphène
- veine obturatrice
- Veine fémorale
- Veine fémorale profonde
- Veine petite saphène
- Veine poplitée
- Veine tibiale antérieure
- Veine tibiale postérieure
- Veine fibulaire
- Veine métatarsienne dorsale
- Veine métatarsienne plantaire
- Veine digitale

Veines de l'abdomen :
- veine appendiculaire
- veine cave inférieure
- veine colique droite
- veine colique gauche
- veine colique moyenne
- veine épigastrique supérieure
- veine épigastrique inférieure
- veine épigastrique superficielle
- veine iléale
- veine jéjunale
- veine hépatique
- veine porte
- veine phrénique inférieure

Les principales veines du corps humain

- veine centrale de la glande surrénale
- veine surrénale
- veine rénale
- veine gastrique droite
- veine gastrique gauche
- veine gastro-épiploïque droite
- veine gastro-épiploïque gauche
- veine mésentérique inférieure
- veine mésentérique supérieure
- veine pancréaticoduodénale
- veine splénique

Veines du bassin :
- veine iliaque externe
- veine iliaque interne
- veine pudendale interne
- veine pudendale externe
- veine rectale inférieure
- veine rectale moyenne
- veine rectale supérieure
- veine génitale (veine ovarique, veine testiculaire)
- veine dorsale profonde du clitoris
- veine profonde du clitoris
- veine dorsale profonde du pénis
- veine profonde du pénis
- veine du bulbe du pénis
- veine du vestibule
- veine scrotale postérieure
- veine labiale postérieure
- veine vésicale

Veines des membres supérieurs :
- veine antébrachiale intermédiaire
- veine antébrachiale médiane

Veines céphaliques :
- grande veine cérébrale
- veine angulaire
- veines cérébrales supérieures
- veine faciale
- veine maxillaire
- veines ophtalmiques supérieure et inférieure
- veines profondes de la face
- veine supra-orbitaire

Veines thoraciques :
- veine pulmonaire gauche
- veine pulmonaire droite

Veines du cou :
- veine auriculaire postérieure
- veine brachiocéphalique
- veine cervicale transverse
- veine communicante
- veines jugulaires externe, interne, antérieure et postérieure
- veine laryngée supérieure
- veine occipitale
- veine palatine externe
- veine subclavière
- veine suprascapulaire
- veines thyroïdiennes inférieure, moyenne et supérieure